# Бьянка, Джузеппе
Джузе́ппе Бья́нка (итал. Giuseppe Bianca; 1801—1883) — итальянский ботаник.

## Биография
Родился в городе Авола на Сицилии в семье Коррадо Бьянки и Анны Молизины. Учился праву, продолжая семейную традицию, однако вскоре стал изучать языки и естественные науки. Большое влияние на Бьянку оказало чтение книги Дж. Гуссоне Prodromus della flora Siciliana (1827). Джузеппе решил создать более подробную монографию флоры Аволы. В 1839 году он в журнале Atti della Accademia gioenia di scienze naturali in Catania опубликовал 50-страничную сводку. Перед собственно ботанической частью Бьянка опубликовал топографический обзор местности, акцентировав внимание на зависимости растительности от химических компонентов почвы.
Бьянка, будучи карбонарием, в 1848 году принимал участие в буржуазно-демократической революции. После её подавления вернулся к частной жизни.
Дж. Бьянка также занимался изучением сельскохозяйственных культур, их болезней и перспектив выращивания. В 1871 году его монография по культивированию миндаля на Сицилии была удостоена приза аграрной выставки в Сиракузах. Бьянка выделил 559 разновидностей миндаля. В 1881 году он провёл сходную монографическую обработку рожкового дерева.
В 1878 году Джузеппе Бьянка издал монографию территории Аволы — истории, географии, экономики.
Скончался Джузеппе Бьянка 12 ноября 1883 года.

## Некоторые публикации
- Bianca G. Monografia del mandorlo comune. — Palermo, 1872.
- Bianca G. Monografia agraria del territorio di Avola. — Firenze, 1878.

## Таксоны, названные в честь Дж. Бьянки
- Arachnites biancae Tod., 1842 [= Ophrys fuciflora (F.W.Schmidt) Moench, 1802]
- Euphrasia biancae Guss., 1844 [= Odontites bocconei (Guss.) Walp., 1844]
- Hermione biancae Tod., 1857 [= Narcissus tazetta L., 1753]
- Linaria biancae Lojac., 1881 [= Kickxia elatine (L.) Dumort., 1827]
- Medicago biancae Tod. ex Urb., 1873 [= Medicago orbicularis (L.) Bartal., 1776]